# پیتر پارکر (دنیای سینمایی مارول)
پیتر بنجامین پارکر از زمین ۶۱۶ (به انگلیسی: Peter Benjamin Parker) شخصیتی داستانی است که توسط تام هالند در مجموعه فیلم‌های دنیای سینمایی مارول نظیر کاپیتان آمریکا: جنگ داخلی، مرد عنکبوتی: بازگشت به خانه، انتقام‌جویان: جنگ ابدیت، انتقام‌جویان: پایان بازی، مرد عنکبوتی: دور از خانه و مرد عنکبوتی: راهی به خانه نیست نقش آفرینی شده است و بر اساس شخصیتی در مارول کامیکس به همین نام ساخته شده و معمولاً با هویت خود دیگرش، مرد عنکبوتی شناخته می‌شود. در فیلم‌ها، پارکر دانش آموز دبیرستانی در دانشکده علوم و فناوری میدتاون است. که پس از گزش توسط یک عنکبوت رادیو اکتیو، توانایی‌هایی مانند عنکبوت را به دست می‌آورد. او بعدها توسط تونی استارک جذب و به گروه انتقام‌جویان ملحق می‌شود.
تا تاریخ ۲۰۱۹ این شخصیت یکی از چهره‌های اصلی دنیای سینمایی مارول بود که از معرفی وی در شش فیلم یعنی از فیلم کاپیتان آمریکا: جنگ داخلی تا مرد عنکبوتی: راهی به خانه نیست به‌طور برجسته ظاهر شد. در مرد آهنی ۲، کارگردان جان فاورو پسرش مکس را به عنوان یک کودک با پوشیدن یک ماسک مرد آهنی به یک هواپیمای بدون سرنشین کلک می‌زند تا به مرد آهنی کمک کند. این گذشته‌نگر، معرفی یک پیتر پارکر جوان به دنیای سینمایی مارول بود، همان‌طور که در ژوئن سال ۲۰۱۷ توسط هالند، تهیه‌کننده کوین فایگی و کارگردان بازگشت به خانه، جان واتس تأیید شد.

## زندگی‌نامه
پیتر پارکر متولد ۱۰ اوت ۲۰۰۱ است، او به همراه زن عموی خود، می، در کوئینز، نیویورک زندگی می‌کند. درمورد عمو بن در این جهان اطلاعات کمی موجود است غیر از اینکه او مرده است. پارکر در سنین جوانی در نمایشگاه استارک شرکت می‌کند و توسط هواپیماهای بدون سرنشین فرستاده ایوان وانکو، مورد حمله قرار می‌گیرد اما توسط تونی استارک نجات می‌یابد. او بعدها توسط تونی استارک جذب و به گروه انتقام‌جویان ملحق می‌شود. او در فیلم مرد عنکبوتی: راهی به خانه نیست توسط طلسم دکتر استرنج از ذهن مردم جهان پاک شد.

## در دیگر رسانه‌ها

### فیلم
در انیمیشن مرد عنکبوتی: به درون دنیای عنکبوتی که در سال ۲۰۱۸ اکران شد، سکانسی که در آن هر سه مرد عنکبوتی تاریخ سینما یعنی توبی مگوایر، اندرو گارفیلد و تام هالند نمایش داده شده‌بود، حذف شد.

### بازی‌ها
تمام لباس‌های مرد عنکبوتی دنیای سینمایی مارول در بازی مرد عنکبوتی (بازی ویدئویی ۲۰۱۸) موجود است.

## جوایز
تام هالند برای ایفای نقش پیتر پارکر، نامزدی و جوایز قابل توجهی کسب کرده است.
| سال  | فیلم                        | جایزه                  | دسته‌بندی                          | نتیجه    |
| ---- | --------------------------- | ---------------------- | --------------------------------- | -------- |
| ۲۰۱۶ | کاپیتان آمریکا: جنگ داخلی   | گلدن اشموز             | بهترین عملکرد سال                 | پیروز    |
| ۲۰۱۶ | کاپیتان آمریکا: جنگ داخلی   | جوایز برگزیده نوجوانان | سکانس سرقت برگزیده                | نامزدشده |
| ۲۰۱۷ | کاپیتان آمریکا: جنگ داخلی   | جوایز امپراطوری        | بهترین بازیگر جدید                | نامزدشده |
| ۲۰۱۷ | کاپیتان آمریکا: جنگ داخلی   | جایزه ساترن            | بهترین بازیگر جوان                | پیروز    |
| ۲۰۱۷ | مرد عنکبوتی: بازگشت به خانه | حلقه منتقدان فیلم لندن | بهترین بازیگر جوان بریتانیایی سال | نامزدشده |
| ۲۰۱۷ | مرد عنکبوتی: بازگشت به خانه | جوایز برگزیده نوجوانان | موفقیت بازیگر                     | نامزدشده |
| ۲۰۱۷ | مرد عنکبوتی: بازگشت به خانه | جوایز برگزیده نوجوانان | بهترین بازیگر فیلم‌های تابستانی    | پیروز    |
| ۲۰۱۸ | مرد عنکبوتی: بازگشت به خانه | جایزه ساترن            | بهترین بازیگر جوان                | پیروز    |
| ۲۰۱۸ | انتقام‌جویان: جنگ ابدیت      | جوایز برگزیده مردم     | بازیگر فیلم‌های اکشن               | نامزدشده |
| ۲۰۱۹ | مرد عنکبوتی: دور از خانه    | جوایز برگزیده نوجوانان | بازیگر فیلم‌های تابستانی           | پیروز    |
| ۲۰۱۹ | مرد عنکبوتی: دور از خانه    | جایزه ساترن            | بهترین بازیگر جوان                | پیروز    |
| ۲۰۱۹ | مرد عنکبوتی: دور از خانه    | جوایز برگزیده مردم     | بازیگر فیلم‌های ۲۰۱۹               | نامزدشده |
| ۲۰۱۹ | مرد عنکبوتی: دور از خانه    | جوایز برگزیده مردم     | ستاره فیلم‌های اکشن                | پیروز    |